# Dieulefit
Dieulefit est une commune française située dans le département de la Drôme en région Auvergne-Rhône-Alpes.
Ses habitants sont dénommés les Dieulefitois.

## Géographie

### Localisation
Dieulefit est située en Drôme provençale à environ 30 km de Montélimar, 60 km de Valence et 140 km de Lyon, 100 km de Grenoble, 160 km de Marseille et 160 km de Montpellier à vol d'oiseau.

### Relief et géologie
Sites particuliers :

### Hydrographie

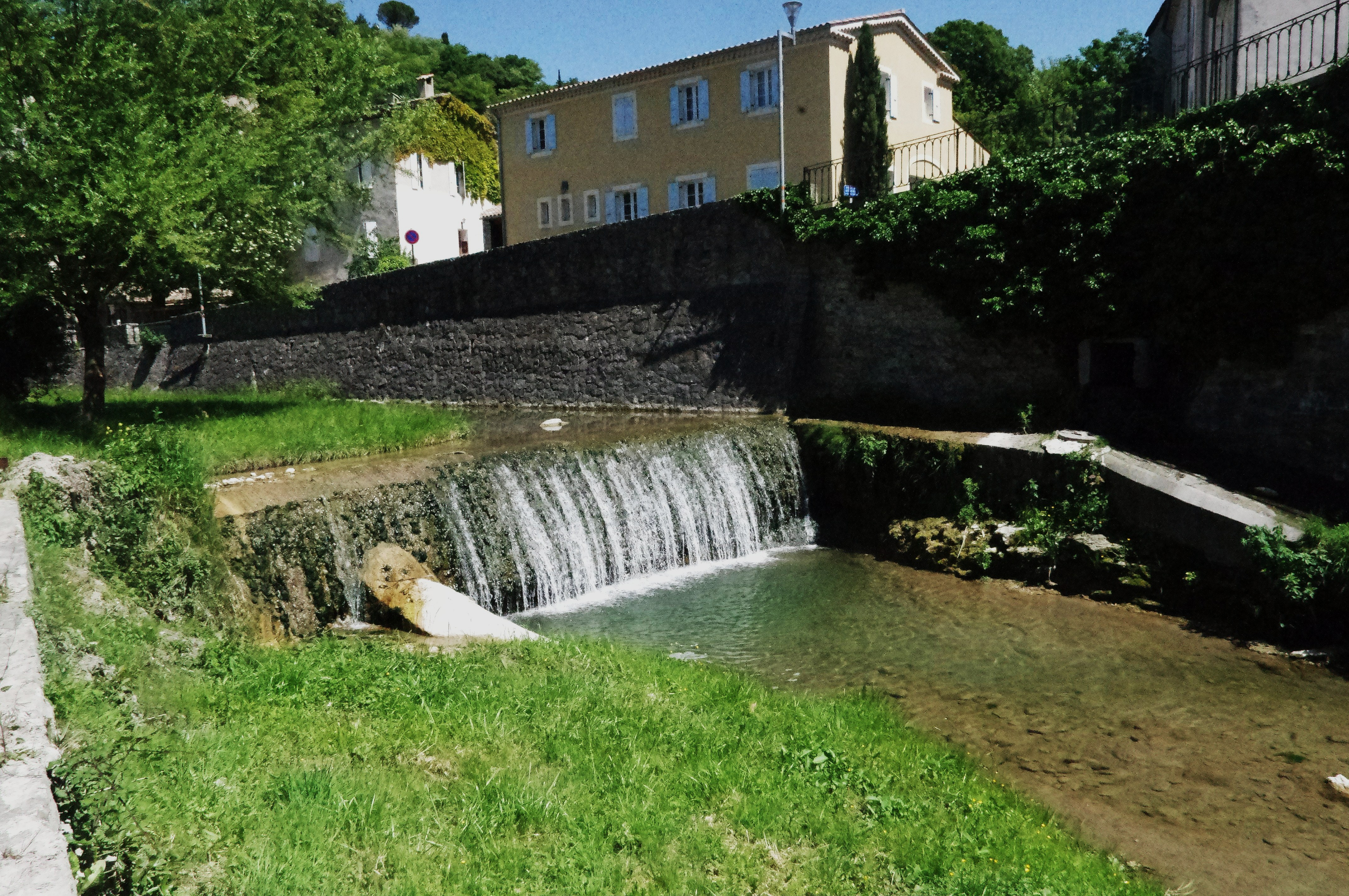
Le Jabron à Dieulefit.

Dieulefit est arrosée par le Jabron, un affluent du Roubion, de 39 km, ainsi que Le Fau, son affluent.

### Climat
Pour des articles plus généraux, voir Climat d'Auvergne-Rhône-Alpes et Climat de la Drôme.
En 2010, le climat de la commune est de type climat méditerranéen altéré, selon une étude du CNRS s'appuyant sur une série de données couvrant la période 1971-2000. En 2020, Météo-France publie une typologie des climats de la France métropolitaine dans laquelle la commune est exposée à un climat de montagne ou de marges de montagne et est dans une zone de transition entre les régions climatiques « Provence, Languedoc-Roussillon » et « Alpes du sud ».
Pour la période 1971-2000, la température annuelle moyenne est de 12,2 °C, avec une amplitude thermique annuelle de 16,7 °C. Le cumul annuel moyen de précipitations est de 915 mm, avec 7,5 jours de précipitations en janvier et 4,2 jours en juillet. Pour la période 1991-2020, la température moyenne annuelle observée sur la station météorologique de Météo-France la plus proche, sur la commune de Bourdeaux à 9 km à vol d'oiseau, est de 11,9 °C et le cumul annuel moyen de précipitations est de 953,4 mm,. Pour l'avenir, les paramètres climatiques de la commune estimés pour 2050 selon différents scénarios d'émission de gaz à effet de serre sont consultables sur un site dédié publié par Météo-France en novembre 2022.

## Urbanisme

### Typologie
Au 1er janvier 2024, Dieulefit est catégorisée bourg rural, selon la nouvelle grille communale de densité à 7 niveaux définie par l'Insee en 2022.
Elle appartient à l'unité urbaine de Dieulefit, une agglomération intra-départementale dont elle est ville-centre,. La commune est en outre hors attraction des villes,.

### Occupation des sols
L'occupation des sols de la commune, telle qu'elle ressort de la base de données européenne d’occupation biophysique des sols Corine Land Cover (CLC), est marquée par l'importance des forêts et milieux semi-naturels (66,7 % en 2018), en diminution par rapport à 1990 (69,1 %). La répartition détaillée en 2018 est la suivante : 
forêts (66,7 %), zones agricoles hétérogènes (21,5 %), zones urbanisées (10,8 %), prairies (0,9 %). L'évolution de l’occupation des sols de la commune et de ses infrastructures peut être observée sur les différentes représentations cartographiques du territoire : la carte de Cassini (XVIIIe siècle), la carte d'état-major (1820-1866) et les cartes ou photos aériennes de l'IGN pour la période actuelle (1950 à aujourd'hui).

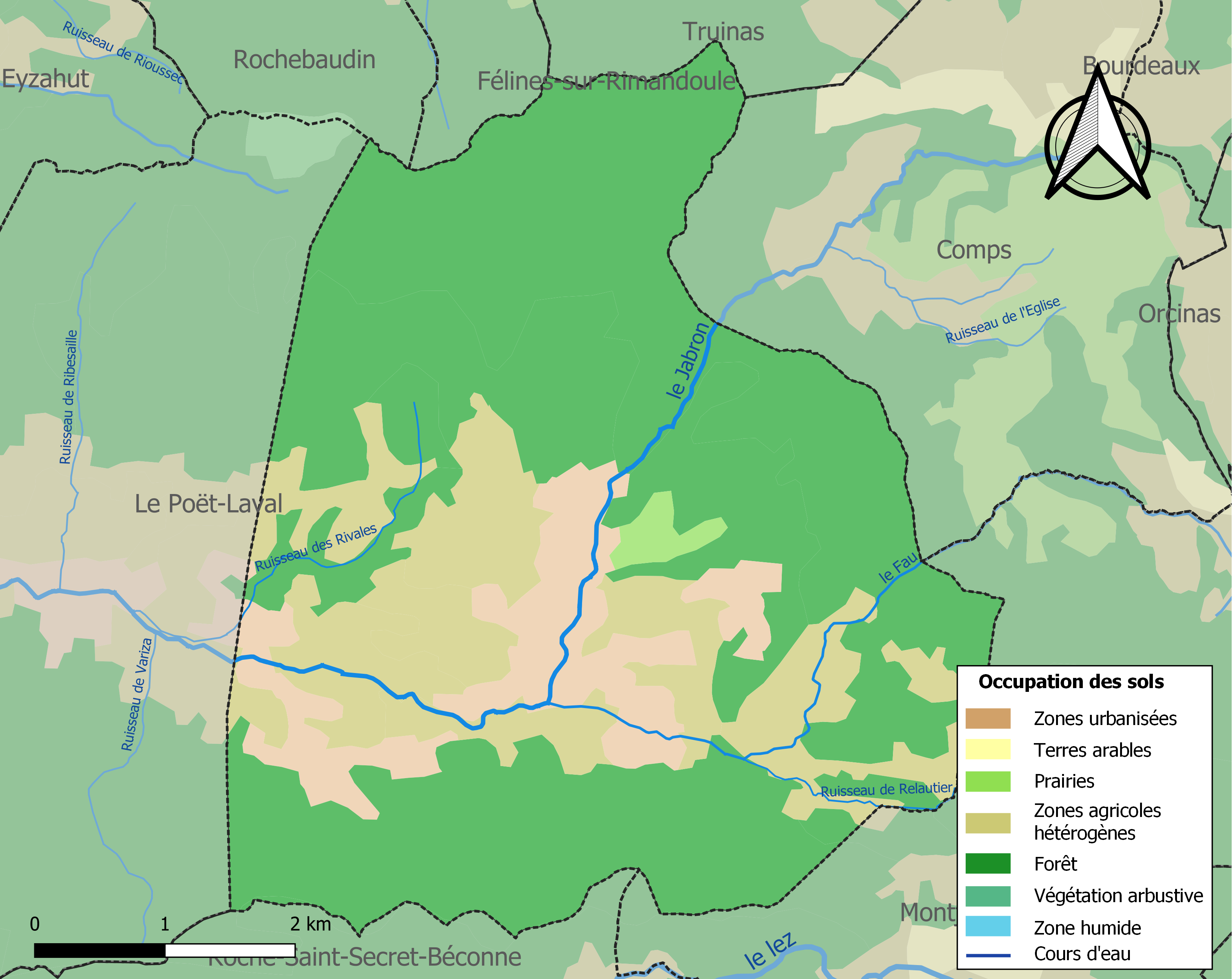
Carte des infrastructures et de l'occupation des sols de la commune en 2018 (CLC).

### Morphologie urbaine

#### Quartiers, hameaux et lieux-dits
Anciens quartiers :
- Albabotiera est un quartier attesté en 1891. Il était dénommé Alba Botière ou Boissière en 1421 (archives de la Drôme, E 5534)[15].

### Voies de communication et transports
Dieulefit est accessible par la route départementale 540 (ancienne route nationale), depuis Montélimar.
Le péage de l'autoroute A7  18 Montélimar-Sud le plus proche se situe sur la commune de Malataverne.
La gare SNCF la plus proche est celle de Montélimar.
Une ligne régulière de bus relie Montélimar à Valréas, dans le Vaucluse, via Dieulefit, avec une dizaine de voyages dans chaque sens.

### Risques naturels et technologiques

#### Risques sismiques
La commune de Dieulefit a été touchée par des tremblements de terre d’intensité V-VI sur l’échelle MSK en 1852, 1853 et 1907. En 1852-1853, il s’agit d’un essaim de séismes qui dure du 20 novembre 1852 au 9 février 1853. Le séisme du 9 décembre 1907, à 1h30 du matin, entraîne l’éboulement de pierres près du temple.

## Toponymie

### Attestations
Dictionnaire topographique du département de la Drôme :
- 1269 : castrum de Dieulefit (Valbonnais, II, 162).
- 1332 : Dioulophes (Gall. christ., XVI, 130).
- 1360 : castrum de Deofecit (Bull. soc. d'archéol., VI, 43).
- 1391 : Dieulefist (choix de documents, 214).
- 1393 : Deux le fit (cartulaire de Romans, pièces just., 32).
- XIVe siècle : mention de la paroisse : capella de Deo fecit (pouillé de Die).
- 1435 : locus Dei Fecit (cartulaire de Die, 158).
- 1442 : Deu le fit (choix de documents, 271).
- 1449 : mention de la commanderie : preceptoria Deifecit (pouillé hist.).
- 1450 : mention de la paroisse : cura de Deo y fecit (Rev. de l'évêché de Die).
- 1509 : mention de l'église paroissiale, premièrement dédiée à Notre-Dame : ecclesia parrochialis Beate Marie Dei fecit (visites épiscopales).
- 1573 : Dieulefeyt (Lacroix, L'arrondissement de Montélimar, III, 321).
- 1574 : Dieu le Fit (Mémoire des frères Gay).
- 1793 : Montjabron (appellation révolutionnaire).
- 1891 : Dieulefit, chef-lieu de canton de l'arrondissement de Montélimar.

## Histoire
Pour un article plus général, voir Histoire de la Drôme.

### Protohistoire
Le territoire relève de la tribu gauloise des Voconces.

### Antiquité: les Gallo-romains
Présence romaine dans les ateliers de poteries du Ier siècle au IIIe siècle.

### Du Moyen Âge à la Révolution
VIIIe siècle : la ville est envahie par les Sarrasins.
La seigneurie : 
- Du point de vue féodal, la terre (ou seigneurie) relevait des comtes de Valentinois.
- 1269 : elle appartient pour moitié aux Hospitaliers de l'ordre de Saint-Jean de Jérusalem, pour moitié aux Vesc de Comps.
- 1332 : relève du fief des évêques de Die.
- 1717 : les Vesc de Comps acquièrent la moitié des hospitaliers de Saint-Jean de Jérusalem.
- La terre passe (par mariage) aux Moreton de Chabrillan, derniers seigneurs.

XIIe siècle : Hugues de Vesc est seigneur de Comps, chef-lieu de la viguerie de Dieulefit (15 février 1174).
Lieu important de la Réforme en France. Dieulefit fait partie des Églises réformées les plus importantes du Valentinois. En 1551, la ville se convertit à la Réforme et cela se manifeste par le développement d'iconoclasmes contre l'église catholique de la ville. L'Églises réformée se dote d'un temple en 1608. La population réformée devient majoritaire dans la ville au XVIIe siècle, car en 1664 celle-ci compte plus de 350 familles réformées, soit plus de 1 700 personnes. La composition professionnelle des réformés était plutôt artisanale et marchande, puisque que l'on dénombre quelques foulonniers, des teinturiers, des potiers ; mais aussi de nombreux marchands et drapiers.
1742 (démographie) : 393 maisons et 470 familles, comprenant 433 hommes et 550 femmes.
Avant 1790, Dieulefit était une communauté de l'élection, subdélégation et sénéchaussée de Montélimar.

Elle formait une paroisse du diocèse de Die dont l'église, premièrement dédiée à Notre-Dame puis à saint Roch, dépendait de l'ordre de Saint-Jean de Jérusalem. Cet ordre avait à Dieulefit, dès le XVe siècle, une commanderie qui fut unie à celle du Poët-Laval, au début du siècle suivant.

#### Industrie du drap
À partir du XVe siècle, Dieulefit a une très importante industrie de drap et prend une place de premier rang dans l’industrie dauphinoise de la draperie qui va se maintenir jusqu'au XIXe siècle malgré un contexte économique difficile (guerres et exode protestant à la suite de la révocation de l'édit de Nantes).
Le manque de main-d'œuvre amène la venue d'habitants des alentours, notamment des montagnes. En 1761, 400 ouvriers travaillent dans le centre de Dieulefit ; en 1787, on en compte entre 500 et 1000. Les marchands dieulefitois sous-traitent dans 75 villages et hameaux, sans compter les nombreuses fermes. Dieulefit est très mal desservi en termes de voies commerciales et subit une forte pression douanière mais le volume d’affaires est de plus de 500 000 livres et la croissance est de 713 % du chiffre d’affaires entre 1730 et 1786.
La fin du XVIIe siècle et le début du XVIIIe siècle voient Dieulefit perdre ses liens commerciaux avec Genève et l’Italie dans un contexte de forte dépression économique (la production de draperies baisse de 45,9 % dans le Dauphiné). Cependant, l’industrie dieulefitoise maintient ses principales fortunes marchandes et renforce ses liens économiques avec d’autres villes comme Romans. Au XVIIIe siècle, le commerce se concentre entre les mains de riches familles aux dépens des petits marchands. Ces riches familles vont créer des dynasties par le jeu des mariages et des successions.

### De la Révolution à nos jours

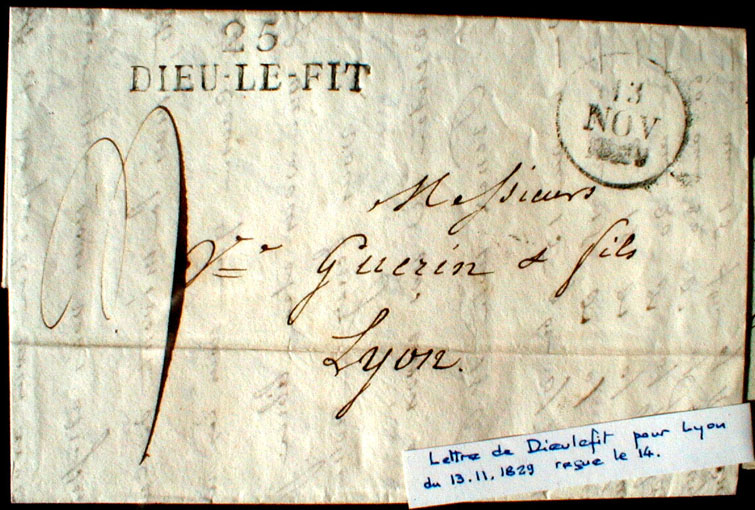
Lettre partie de Dieu-le-Fit le 13 novembre 1829, arrivée à Lyon le lendemain.

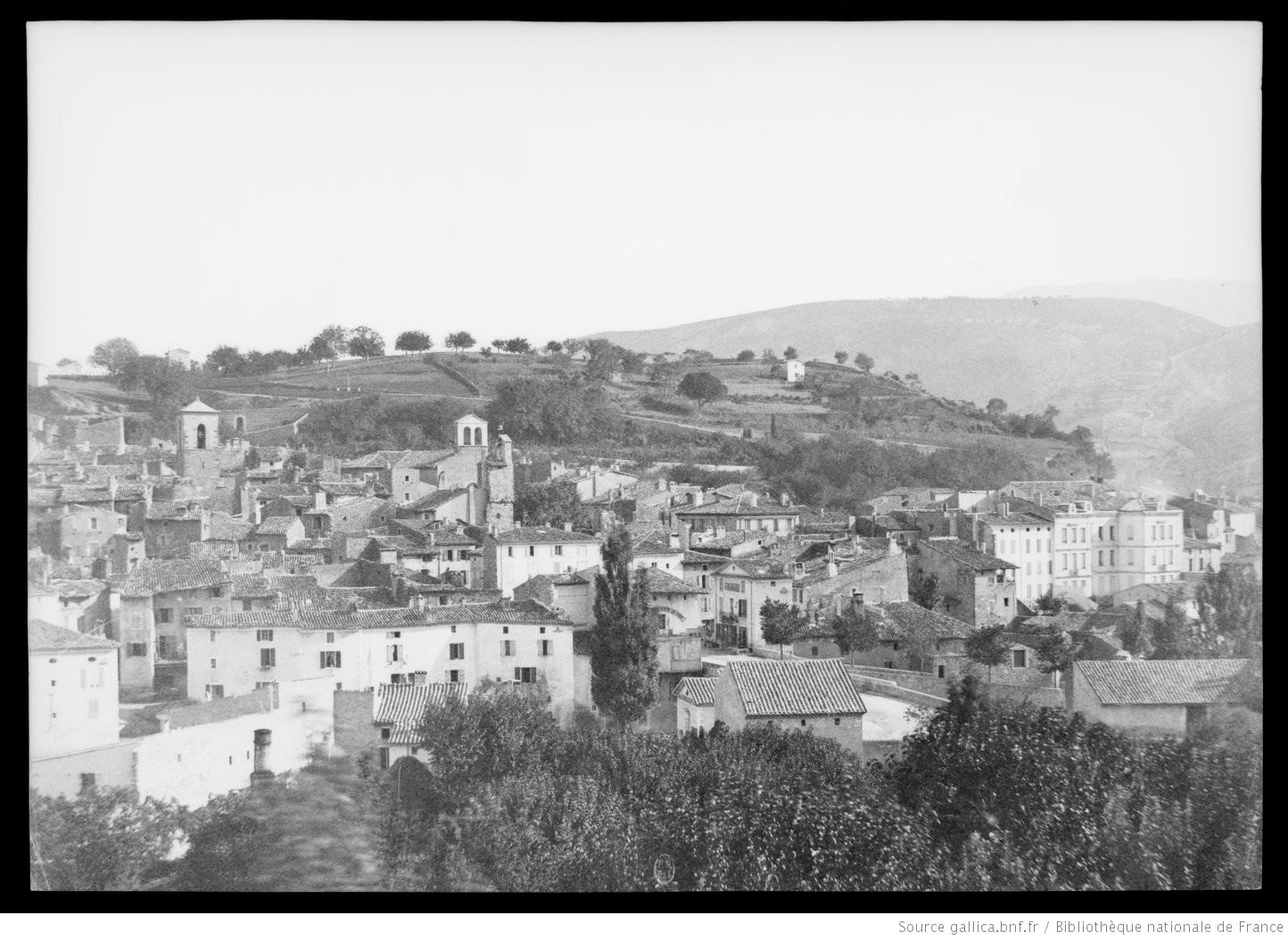
Vue générale XIXe siècle.

En 1790, Dieulefit devient le chef-lieu d'un canton du district de Montélimar, comprenant les communes de Comps, Dieulefit, Montjoux, Orcinas, le Poët-Laval et Vesc.

La réorganisation de l'an VIII (1799-1800) y ajoute celles de Aleyrac, Béconne, Châteauneuf-de-Mazenc, Eyzahut, le Pont-de-Barret, la Rochebaudin, la Roche-Saint-Secret, Sallettes, Souspierre et Teyssières.
Après la Révolution de 1789 et malgré les crises du XIXe siècle, Dieulefit réussit à garder sa place dans l’industrie drapière[réf. nécessaire].
1888 : Dieulefit et Valréas ne possèdent pas l'électricité. Pour faciliter l'artisanat et les industries locales (poterie et cartonnerie), ces deux villes décident de l'implantation d'une usine électrique. Ce fut le Lez, rivière coulant à 5 kilomètres de Dieulefit, qui fut choisie pour fournir la force hydraulique. En avril de cette année, la société Lombard-Gerin et Cie, de Lyon, est chargée de l'éclairage des deux villes. Elle achète un ancien moulin à Béconne afin d'y implanter une usine. Par contrat, il était prévu 115 lampes d'éclairage à Dieulefit et 230 à Valréas. Ce qui fut fait le 25 décembre 1888.

L'usine de Béconne avait utilisé l'infrastructure du moulin dont le canal de dérivation drainait l'eau dans un réservoir de 13 000 m3, créant ainsi une chute d'une hauteur de 25 mètres, ce qui permit d'actionner deux turbines d'une puissance de 45 kW qui tournaient à 180 tr/min. Elles étaient reliées à une ligne électrique, l'une pour Dieulefit, l'autre pour Valréas.

#### Le chemin de fer
La ville est desservie par une ligne de train qui relie Montélimar à Dieulefit
En 1897, un train déraille à La Bégude-de-Mazenc. L'accident provoque la mort du conducteur et fait une dizaine de blessés.

#### Seconde Guerre mondiale

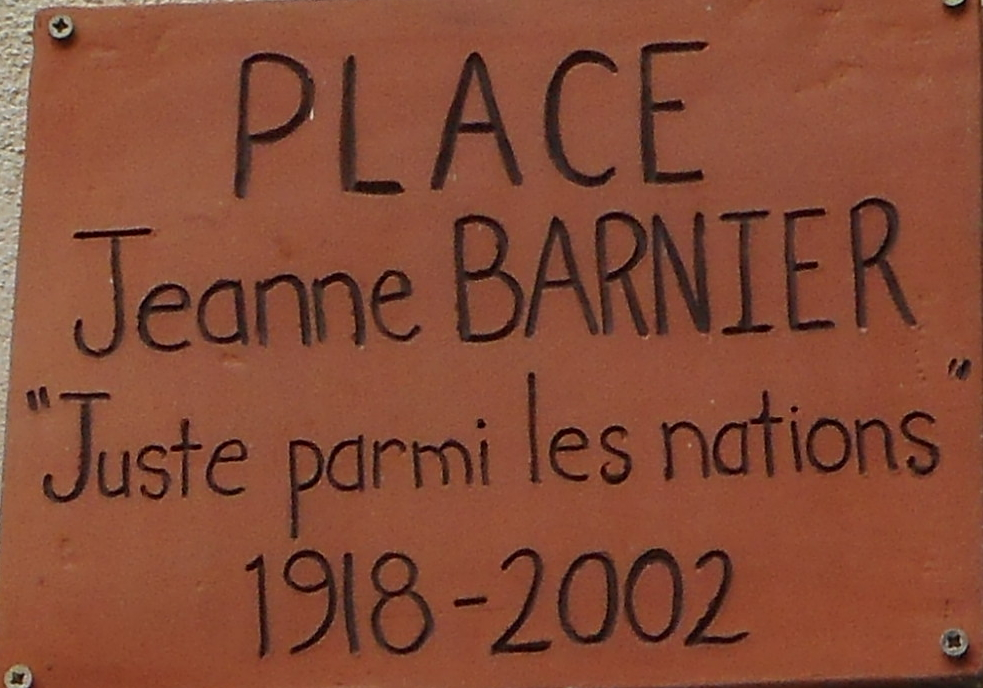
Place Jeanne Barnier.

En 1939, le conseil municipal décide d'accueillir trente républicains espagnols fuyant la dictature de Franco lors de la Retirada.

En mai 1940, avec la débâcle de la bataille de France, ce sont 1 200 réfugiés des régions frontalières qui sont affectés à Dieulefit.

Le conseil municipal (élu en 1935) est dissous en février 1941, et remplacé en mars 1941 par une délégation spéciale, nommée par le préfet du régime de Vichy et présidée par le colonel Pizot, un protestant de 70 ans, habitant de Dieulefit (aussi nommé vice-président du conseil départemental),. Bien que pétainiste, Pierre Pizot maintint à son poste la secrétaire de mairie du précédent maire, le socialiste Justin Jouve (1889-1945 ; SFIO-Front populaire), révoqué par Vichy : la jeune résistante Jeanne Barnier (1918-2002). Le majorat du colonel Pizot ne livra donc aucun juif, ni réfugié ni résistant, et toute la ville fit de même, dont la brigade de gendarmerie (adjudant-chef Samuel Cesmat, un protestant, avec le soutien du sous-préfet de Nyons. Sous le couvert de la légalité vichyste, d'une loyauté de façade envers le gouvernement collaborateur, voire d'un attachement sincère envers la personne du maréchal, Dieulefit fit preuve d'un remarquable esprit de résistance civile (ou résistance silencieuse, résistance au quotidien), d'entraide et de solidarité humaine, de force morale ainsi que d'une grande cohésion sociale ; cela dans un contexte largement huguenot comme au Chambon-sur-Lignon, la Cimade étant par ailleurs basée à Valence depuis novembre 1942, ,,,,. Le pasteur protestant de la ville, Henri Eberhard, est d'abord maréchaliste, membre à l'été 1940 de la Légion française des combattants, avant de vite appeler à aider les Juifs persécutés, d'œuvrer activement en ce sens et de rejoindre le mouvement de Résistance pro-communiste Front national (comme d'ailleurs Marguerite Soubeyran,.
Ainsi, entre 1940 et 1944, de nombreux réfugiés trouvent un havre de sécurité dans cette commune et ses environs. Parmi eux, des écrivains et des intellectuels, tels René Char, Clara Malraux, Pierre Jean Jouve, Pierre Emmanuel, Louis Aragon et Elsa Triolet, Paul Eluard pour plusieurs séjours, Andrée Viollis, Georges Sadoul, Emmanuel Mounier, Emmanuel Bove, Pierre Vidal-Naquet (alors enfant), Jean Prévost, Willy Eisenschitz et Claire Bertrand, Jean-Marie et Geneviève Serreau, Jean Vidal, Wols, mais aussi André Rousseaux ou encore Henri-Pierre Roché, Fred Barlow et Hidayat Inayat Khan,...

Pierre Emmanuel, et Emmanuel Mounier furent d'ailleurs professeurs à l'école secondaire de la Roseraie,,, (collège-internat fondé en 1939 par Pol et Madeleine Arcens, des résistants catholiques ; Pol Arcens sera maire de 1947 à 1955), et Roché à Beauvallon.
Parmi ces réfugiés, un certain nombre furent accueillis à l'initiative des protestantes Marguerite Soubeyran (1894-1980) et Catherine Krafft (1899-1982), fondatrices en 1929 de l'école de Beauvallon, secondées par Simone Monnier (Marguerite, Catherine et Simone furent appelées les trois fées de Beauvallon par Pierre Emmanuel.
À partir de janvier 1943, Marguerite Soubeyran organise la résistance armée en regroupant des réfractaires au Service du travail obligatoire que Jeanne Barnier, secrétaire de mairie, dote de faux papiers.
Neuf de ses habitants sont reconnus comme « Justes parmi les nations ». Les historiens et la presse parlent du « miracle de Dieulefit » car aucun réfugié n'a été dénoncé pendant toute la durée de la guerre alors que la population comptait environ un tiers de réfugiés. Dans les faits, il y aura trois arrestations d'enfants en août 1942 que Marguerite Soubeyran parvient à les faire libérer.
Selon Thomas Keller, Dieulefit fut « un lieu épargné, une oasis de paix... une terre de bien-être, d'accueil, de liberté, de sauvetage... un lieu qui protège et sauve la vie... une terre d'union nationale qui résiste et sauve l'honneur... ». Pour Pierre Emmanuel, « À Dieulefit, nul n'est étranger. Celui qui va débarquer tout à l'heure, rompu par un affreux trajet d'autobus, affamé, poursuivi peut-être, et qui vit dans la terreur des regards braqués sur lui, qu'il se rassure, la paix va enfin l'accueillir. Il se trouvera parmi les siens, chez lui, car il est le prochain, pour qui toujours la table est mise ».
Comme toute la Drôme, Dieulefit fut incluse dans la zone non occupée à partir de l'armistice de juin 1940, puis releva de la zone d'occupation italienne de novembre 1942 à septembre 1943.
Le 6 juin 1944, les maquisards des environs défilent dans les rues de Dieulefit. Durant l'été, un comité local de libération est constitué. Le conseil municipal (nommé en 1941) se dissout de lui-même ; le colonel Pizot attend le 26 août 1944 pour démissionner. L'ancien maire, Justin Jouve, est placé à la tête du comité de libération, puis démissionne.

## Politique et administration

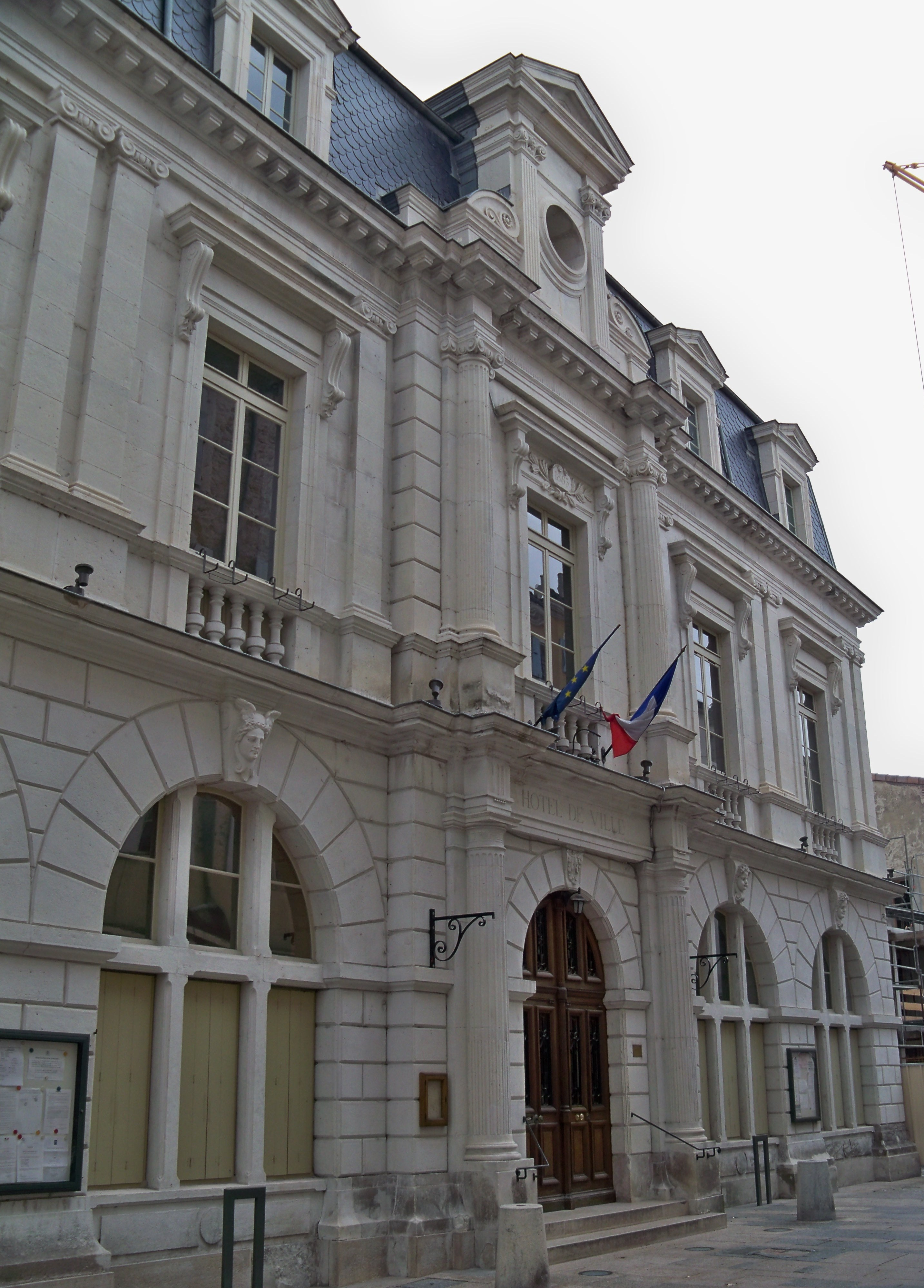
Hôtel de ville de Dieulefit.

### Administration municipale
Le conseil municipal est composé de six adjoints et de seize conseillers municipaux (onze de la majorité et cinq d'opposition).

### Liste des maires
Histoire, patrimoine, démographie, liste de notables (maires, curés, pasteurs) de Dieulefit : cf. le site Geneawiki
| Période                                                                      | Période                        | Identité           | Étiquette        | Qualité |
| ---------------------------------------------------------------------------- | ------------------------------ | ------------------ | ---------------- | --- |
| Les données manquantes sont à compléter. : de la Révolution au Second Empire |                                |                    |                  | |
| 1790                                                                         | 1847                           | ?                  |                  | |
| 1847                                                                         | ?                              | Théodore Morin     | Parti de l'Ordre | conseiller général (1846) député (1848-1870)                                                                     |
| ?                                                                            | 1871                           | ?                  |                  | |
| Les données manquantes sont à compléter. : depuis la fin du Second Empire    |                                |                    |                  | |
| 1935                                                                         | 1941                           | Justin Jouve       |                  | démis par le Vichy                                                                                               |
| février 1941                                                                 | 1944                           | colonel Pizot      |                  | nommé par le préfet démissionnaire                                                                               |
| août 1944                                                                    | 7 septembre 1944               | Justin Jouve       |                  | nommé président du comité local de Libération.                                                                   |
| 7 septembre 1944                                                             | 1947                           | Frédéric Duffau    |                  | |
| 1947                                                                         | 1955                           | Pol Arcens         |                  | directeur de l'école secondaire la Roseraie                                                                      |
| 1955                                                                         | 1977                           | Jean Jouve         | DVG              | |
| 1977                                                                         | 1983                           | Pierre Raspail     | DVD              | |
| 1983                                                                         | 2001                           | Raymond Joly       | DVG              | |
| 2001                                                                         | 2008                           | Jean-Marc Audergon | (sans étiquette) | |
| 2008                                                                         | 2020                           | Christine Priotto  | PS               | fonctionnaire conseillère générale (2004-2011) ancienne vice-présidente du conseil général chargée de la culture |
| 2020                                                                         | En cours (au 1er février 2021) | Christian Bussat,  | DVG              | éleveur suppléant de Marie Pochon, députée EELV.                                                                 |

### Rattachements administratifs et électoraux
Dieulefit est l'une des vingt-et-une communes de la communauté de communes Dieulefit-Bourdeaux et en est le siège. Elle est présidée depuis le 24 avril 2014 par Jean-Marc Audergon, conseiller municipal d'opposition.

### Jumelages
| Dieulefit Lich |

- Lich (Allemagne) depuis 1974[57].

## Population et société

### Démographie
L'évolution du nombre d'habitants est connue à travers les recensements de la population effectués dans la commune depuis 1793. Pour les communes de moins de 10 000 habitants, une enquête de recensement portant sur toute la population est réalisée tous les cinq ans, les populations de référence des années intermédiaires étant quant à elles estimées par interpolation ou extrapolation. Pour la commune, le premier recensement exhaustif entrant dans le cadre du nouveau dispositif a été réalisé en 2004.

En 2022, la commune comptait 3 204 habitants, en évolution de +2,66 % par rapport à 2016 (Drôme : +2,64 %, France hors Mayotte : +2,11 %).
| 1793  | 1800  | 1806  | 1821  | 1831  | 1836  | 1841  | 1846  | 1851  |
| ----- | ----- | ----- | ----- | ----- | ----- | ----- | ----- | ----- |
| 2 663 | 2 847 | 2 989 | 3 374 | 3 952 | 4 135 | 4 163 | 4 291 | 4 222 |

| 1856  | 1861  | 1866  | 1872  | 1876  | 1881  | 1886  | 1891  | 1896  |
| ----- | ----- | ----- | ----- | ----- | ----- | ----- | ----- | ----- |
| 4 010 | 4 205 | 4 147 | 4 028 | 4 049 | 4 167 | 4 280 | 3 546 | 3 544 |

| 1901  | 1906  | 1911  | 1921  | 1926  | 1931  | 1936  | 1946  | 1954  |
| ----- | ----- | ----- | ----- | ----- | ----- | ----- | ----- | ----- |
| 3 545 | 3 621 | 3 604 | 3 073 | 2 591 | 2 539 | 2 404 | 2 436 | 2 704 |

| 1962  | 1968  | 1975  | 1982  | 1990  | 1999  | 2004  | 2006  | 2009  |
| ----- | ----- | ----- | ----- | ----- | ----- | ----- | ----- | ----- |
| 2 450 | 2 534 | 2 632 | 2 666 | 2 924 | 3 096 | 3 191 | 3 207 | 3 028 |

| 2014  | 2019  | 2022  | - | - | - | - | - | - |
| ----- | ----- | ----- | - | - | - | - | - | - |
| 3 061 | 3 239 | 3 204 | - | - | - | - | - | - |

### Enseignement
- École de Beauvallon ;
- École maternelle : les élèves de Dieulefit débutent leur scolarité sur la commune. 3 classes pour 77 enfants[62].
- École élémentaire Le Juncher : école de 5 classes pour 109 enfants[63].
- École privée Sainte-Marie : groupe scolaire accueillant 109 enfants dans 4 classes[64].
- Collège Ernest-Chalamel : environ 300 élèves.

### Santé
- Hôpital local (place du Champ-de-Mars, Dieulefit)[réf. nécessaire].

### Manifestations culturelles et festivités
- Pèlerinage de Saint-Maurice : lundi de Pentecôte[21].
- Fête patronale : troisième dimanche d'août[21].

### Loisirs
- Pêche[21].

### Médias
Le territoire de la commune se situe dans l'aire de diffusion de plusieurs médias :
- Presse écrite
  - Le Dauphiné libéré, quotidien régional qui consacre, chaque jour, y compris le dimanche, dans son édition de « Romans et Drôme des collines » un ou plusieurs articles à l'actualité du canton et de la commune, ainsi que des informations sur les éventuelles manifestations locales, les travaux routiers, et autres événements divers à caractère local.
  - L'Agriculture Drômoise, journal d'informations agricoles et rurales, couvre l'ensemble du département de la Drôme.
  - Drôme Hebdo (ancien Peuple Libre), hebdomadaire chrétien d'informations.
- Presse audio-visuelle
  - Ici Drôme Ardèche est une radio publique locale diffusée sur son territoire et sur celui du département de la Drôme.

### Cultes
- Paroisse catholique Saint-Roch[réf. nécessaire].
- Paroisse de l'Église protestante unie de France Pays de Dieulefit[65].

## Économie

### Agriculture
En 1992 : forêts, pâturages (ovins), céréales, lavande.
- Produits locaux : fromage Picodon, pâté de grives, miel de lavande[21].
- Coopérative laitière[21].
- Foire : le troisième vendredi de chaque mois[21].
- Marché : le vendredi[21].

Activité agricole de montagne : 
- production de lavandin, hybride naturel de la lavande, utilisé en parfumerie ;
- élevage de chèvres : production locale d'un fromage de chèvre, le picodon, qui bénéficie d'une appellation d'origine protégée[66].

### Industrie et artisanat

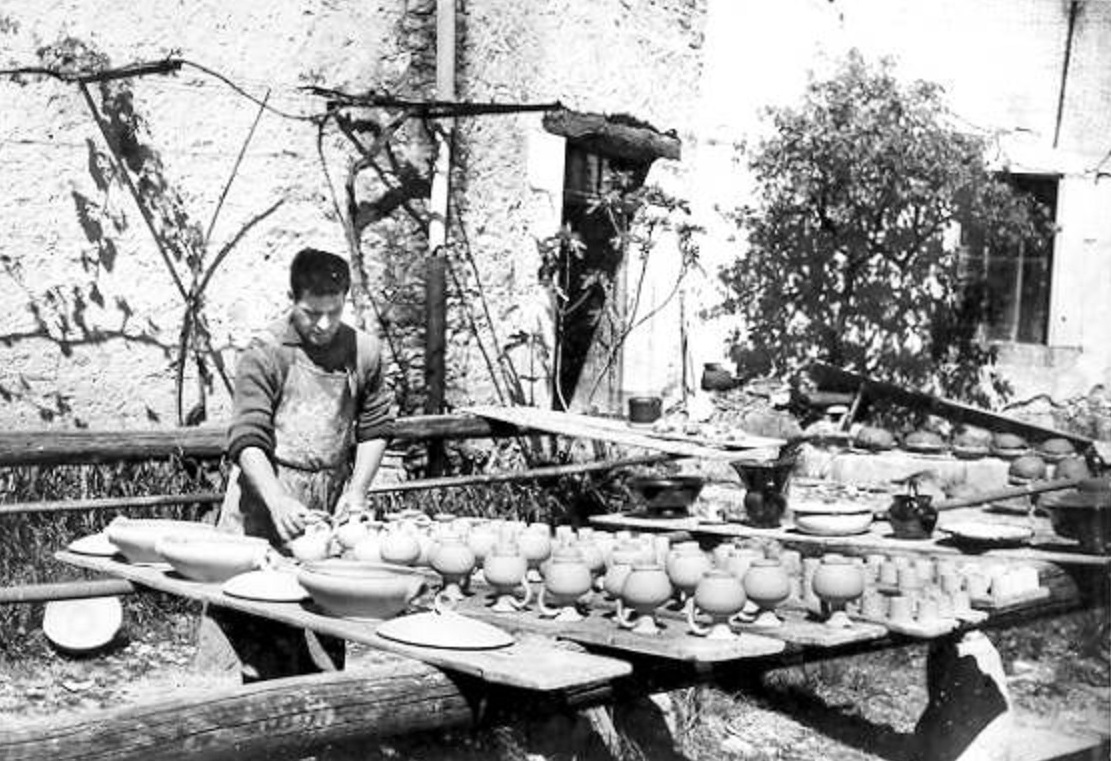
Potier dieulefitois 1930.

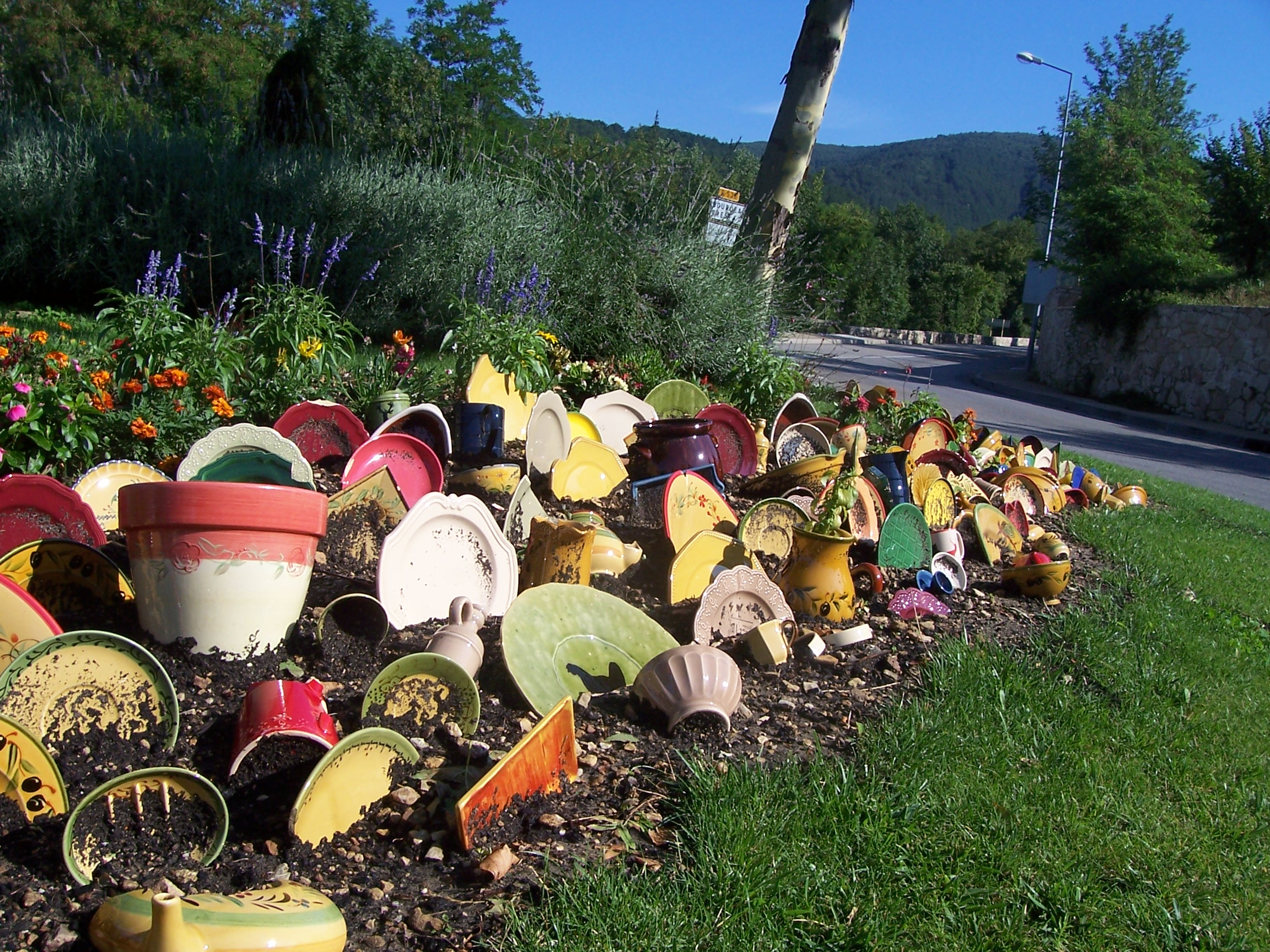
Rond-point à Dieulefit décoré avec des poteries.

Une activité de poterie existe depuis plus de deux mille ans, profitant de l'argile locale, de l'eau du Rhône et des forêts. La production est aujourd'hui réalisée dans une trentaine d'ateliers. Ces ateliers produisent terres vernissées, céramiques passées au four, objets utilitaires ou artistiques. Cela permit à la ville d'obtenir le label « ville et métier d'art ». Ils font vivre aussi plusieurs boutiques d'artisans d'art dans les communes des alentours notamment dans le village médiéval du Poët-Laval. La région de Dieulefit possède de nombreuses poteries et galeries d'arts[réf. nécessaire].

### Tourisme
- Dieulefit fait partie de la Drôme provençale. Du fait du tourisme, la population peut tripler pendant les mois d'été[réf. nécessaire].
- Syndicat d'initiative (en 1992)[21].
- Camping et caravaning[21].
- Station climatique[21].

## Culture locale et patrimoine

### Lieux et monuments
- Beffroi (MH)[21].
- Chapelle ruinée dans le cimetière (première église paroissiale)[21].
- Église Saint-Pierre du XIIe siècle (MH) : porte Renaissance[21].
- Église Notre-Dame-de-la-Calle de Dieulefit.
- Église Saint-Roch de Dieulefit.
- Château de Réjaubert[21].
- Maisons bourgeoises du XIXe siècle[21] dont la Maison Reux (MH).
- Temple protestant : l'ancien temple protestant, construit au XVIe siècle place de l'Ancien-Temple, fut détruit par les catholiques en 1685. Le temple actuel, situé place Chateauras, date de 1810[67].
- Ancienne gare de Dieulefit.
- Mémorial à la résistance civile, 2014 (cf. Résistance civile ; et Yad Vashem (avec les noms des 9 "Justes" de Dieulefit)).

#### Galerie

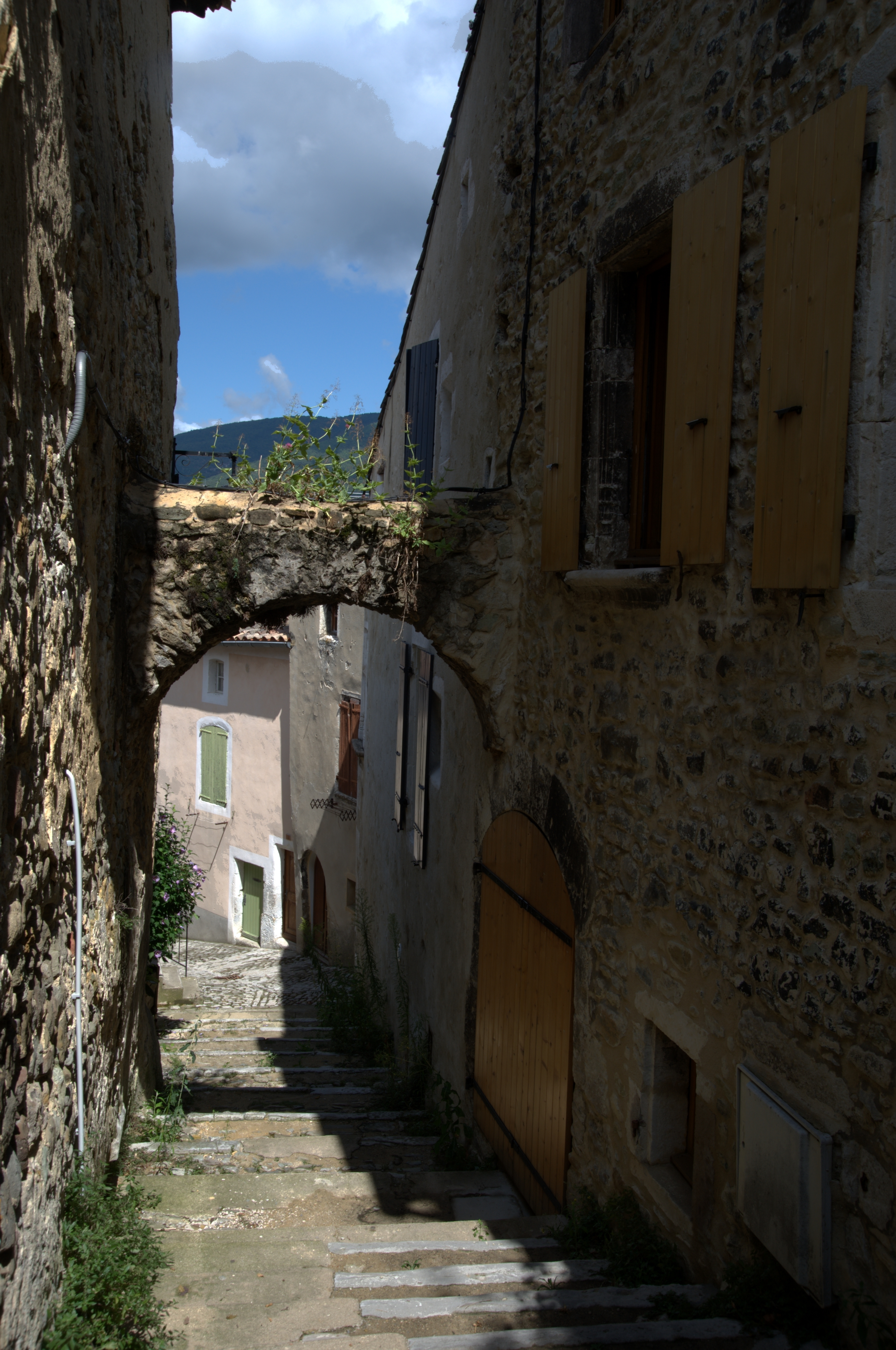
Escalier dans la vieille ville.
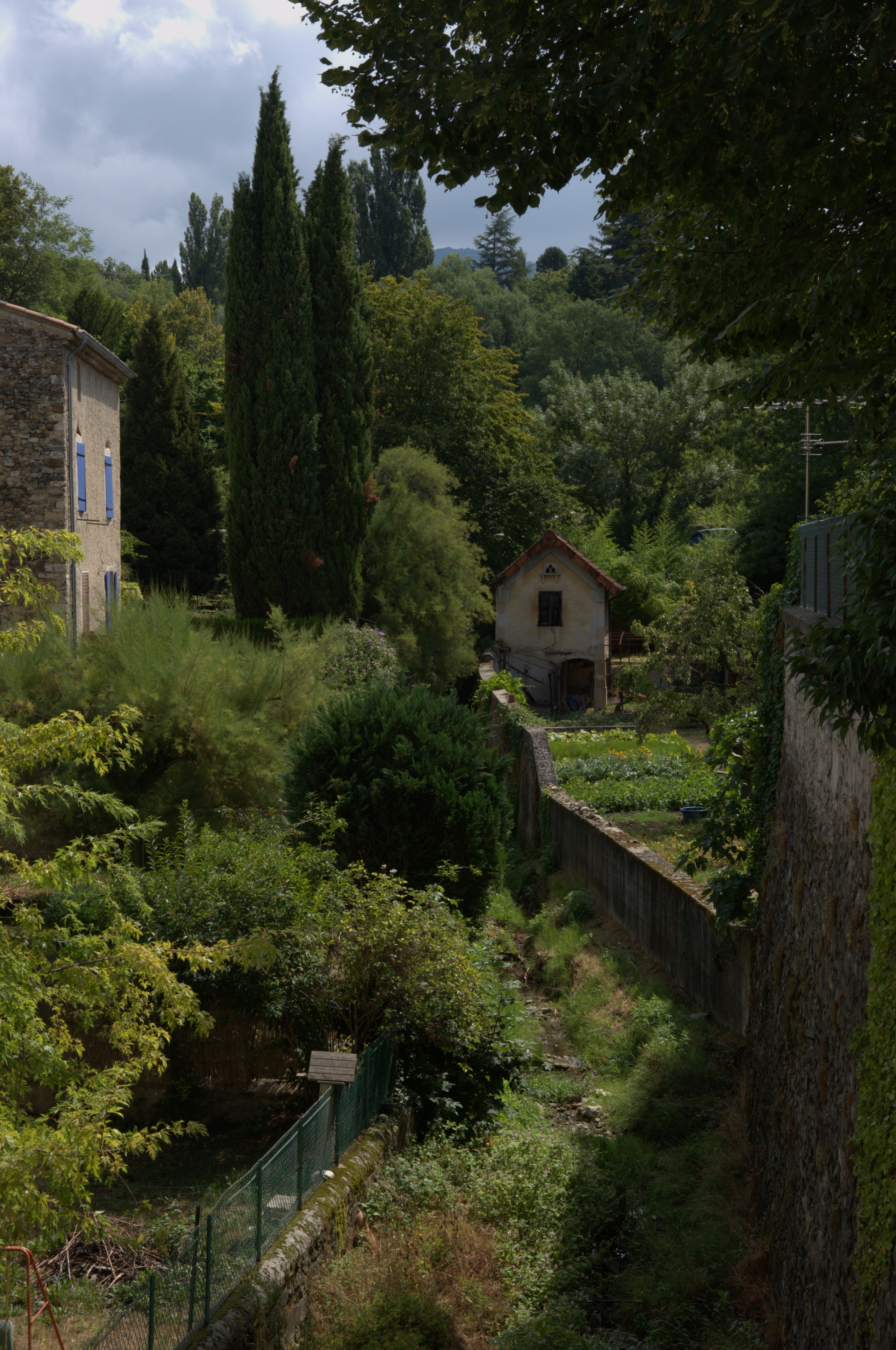
Jardin dans la vieille ville.
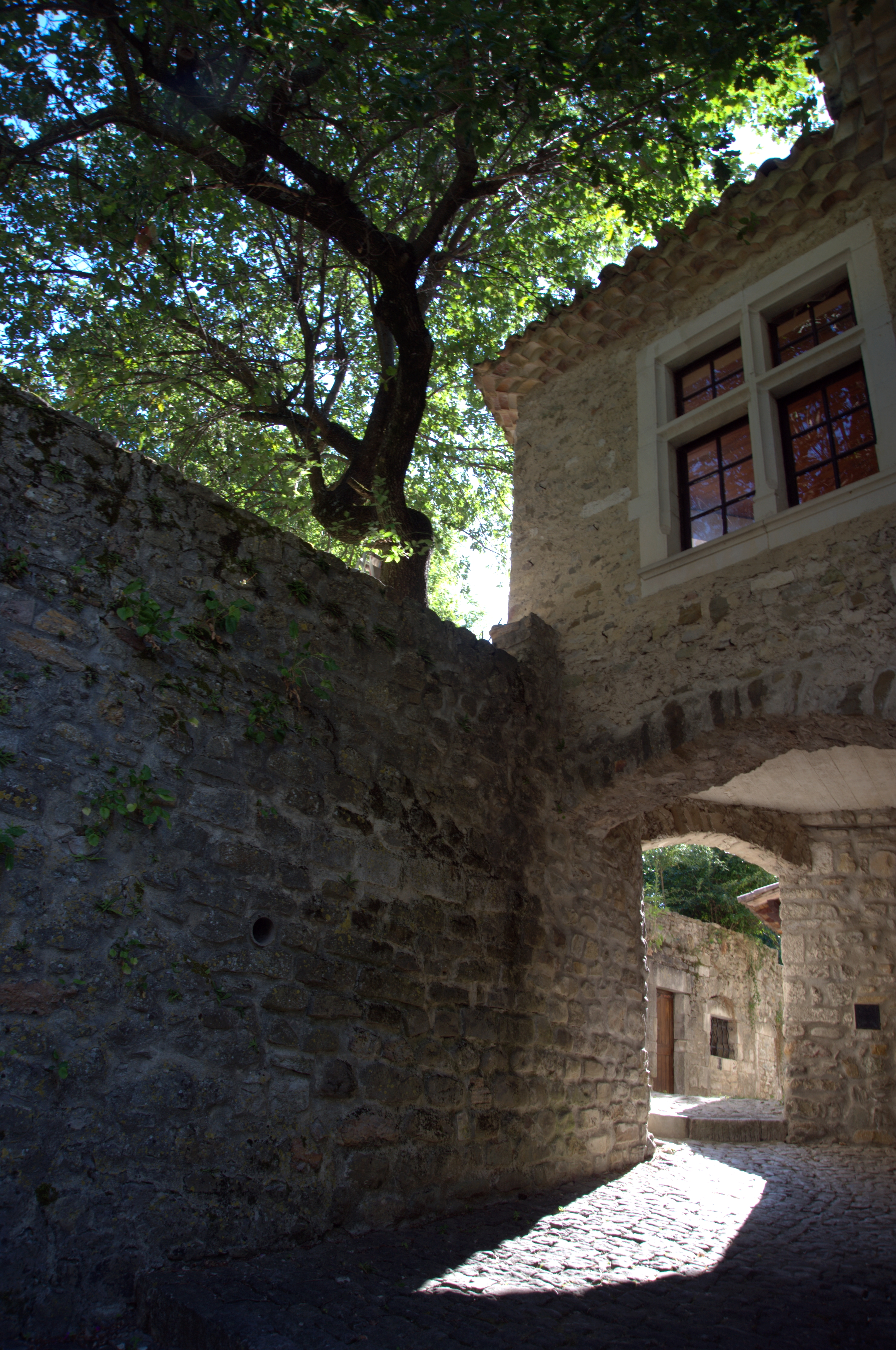
Vieille ville.
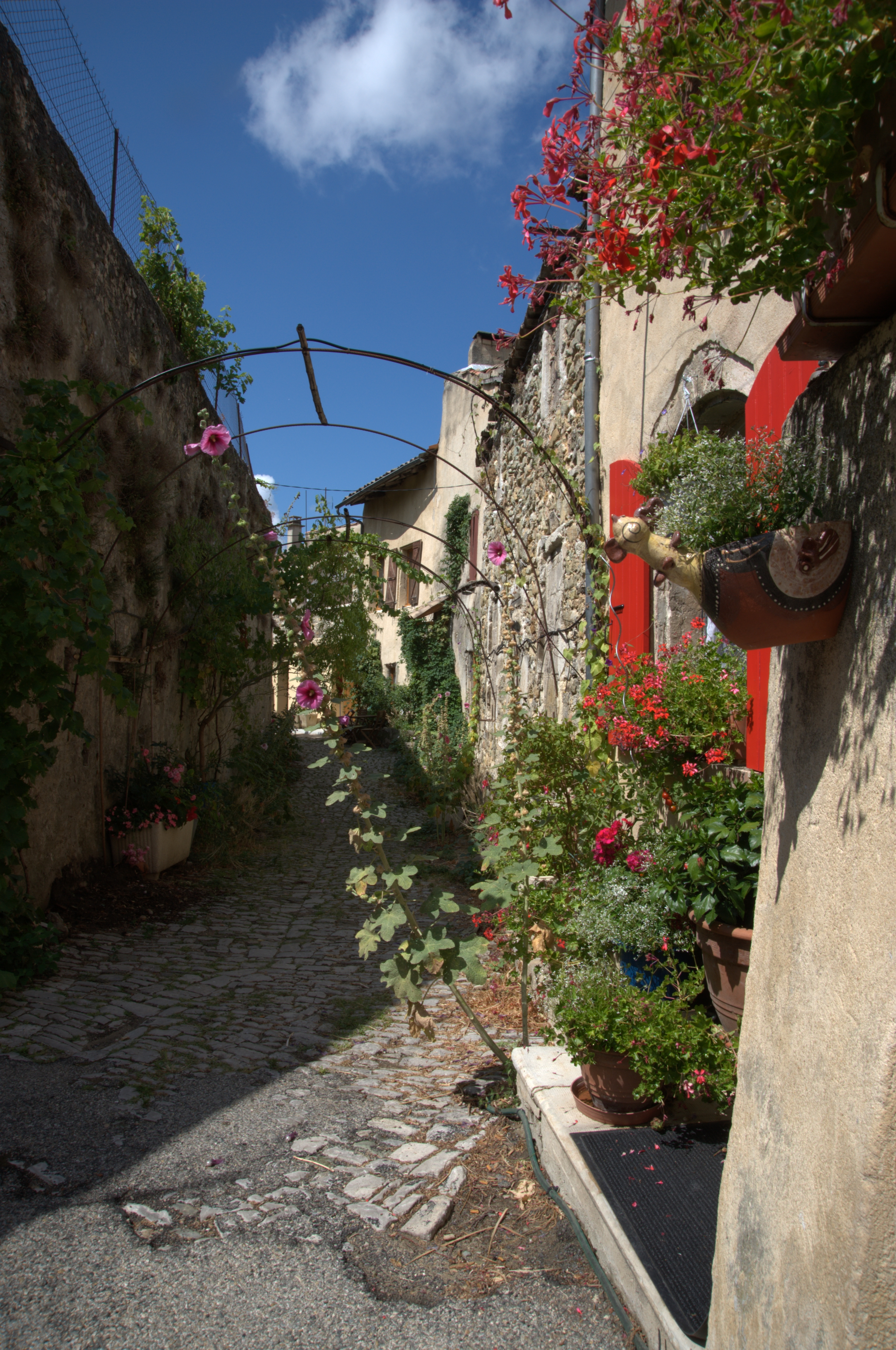
Vieille ville.
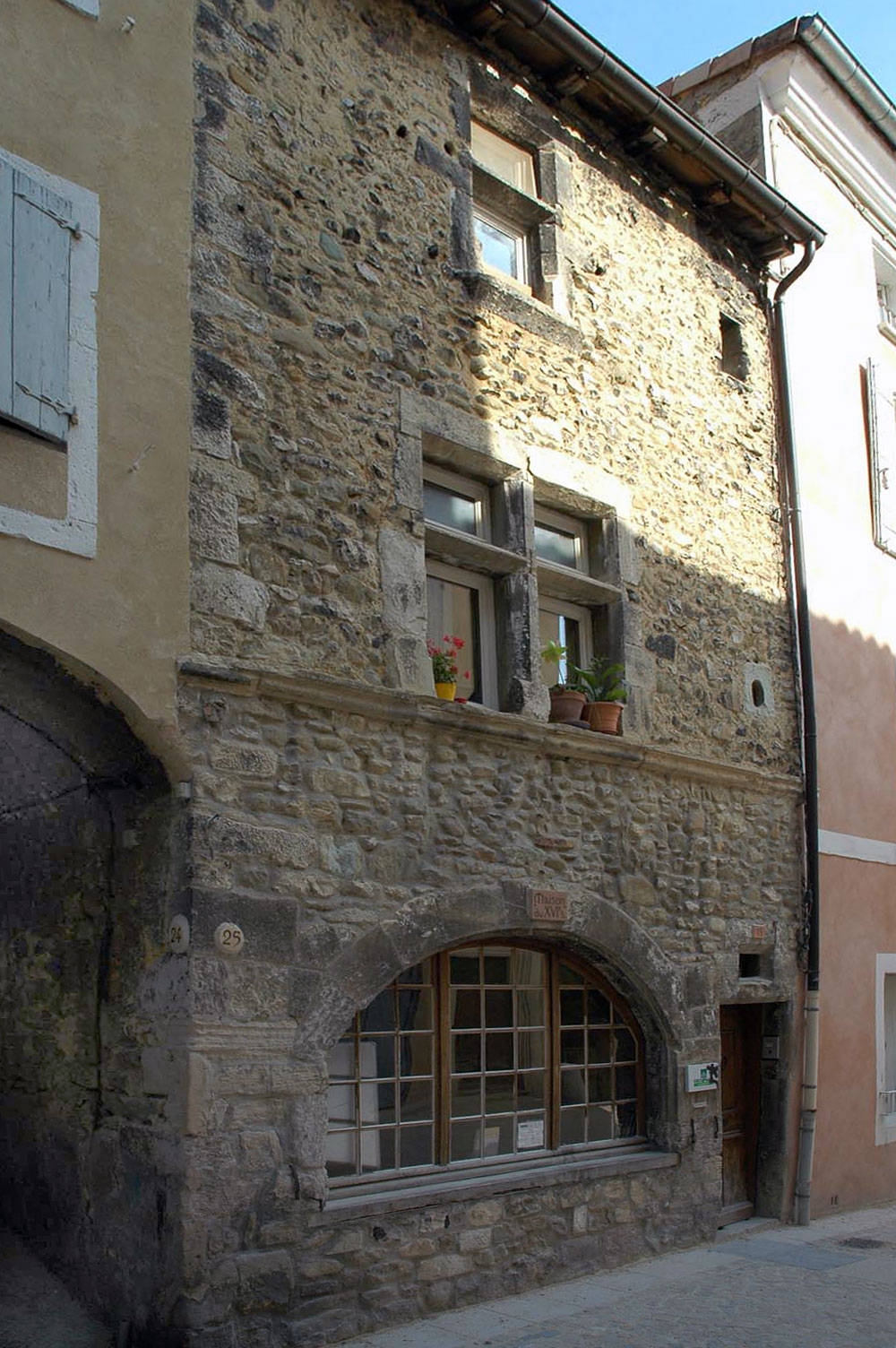
Vieille maison, rue du Bourg.
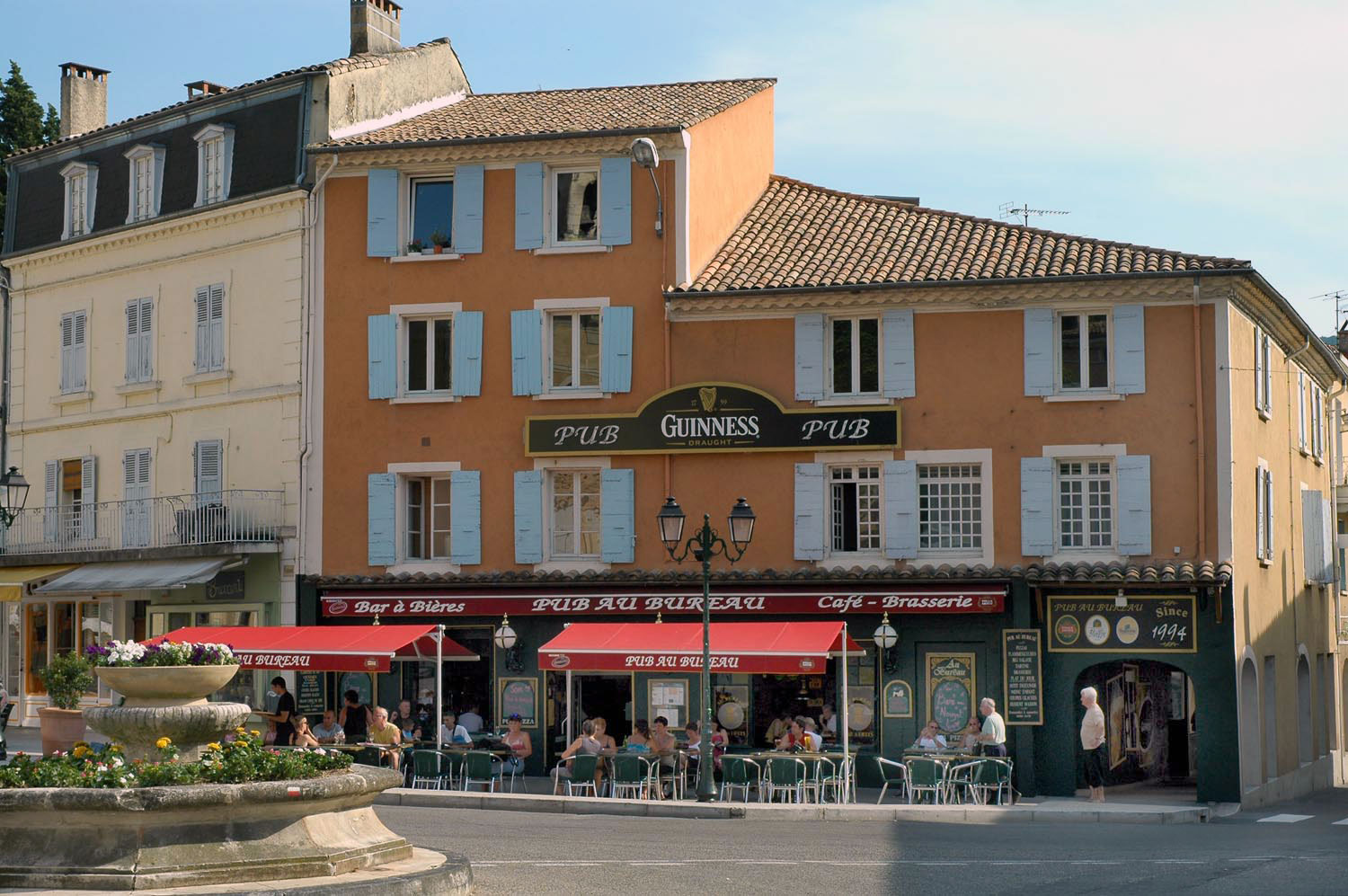
Place Chateauras.
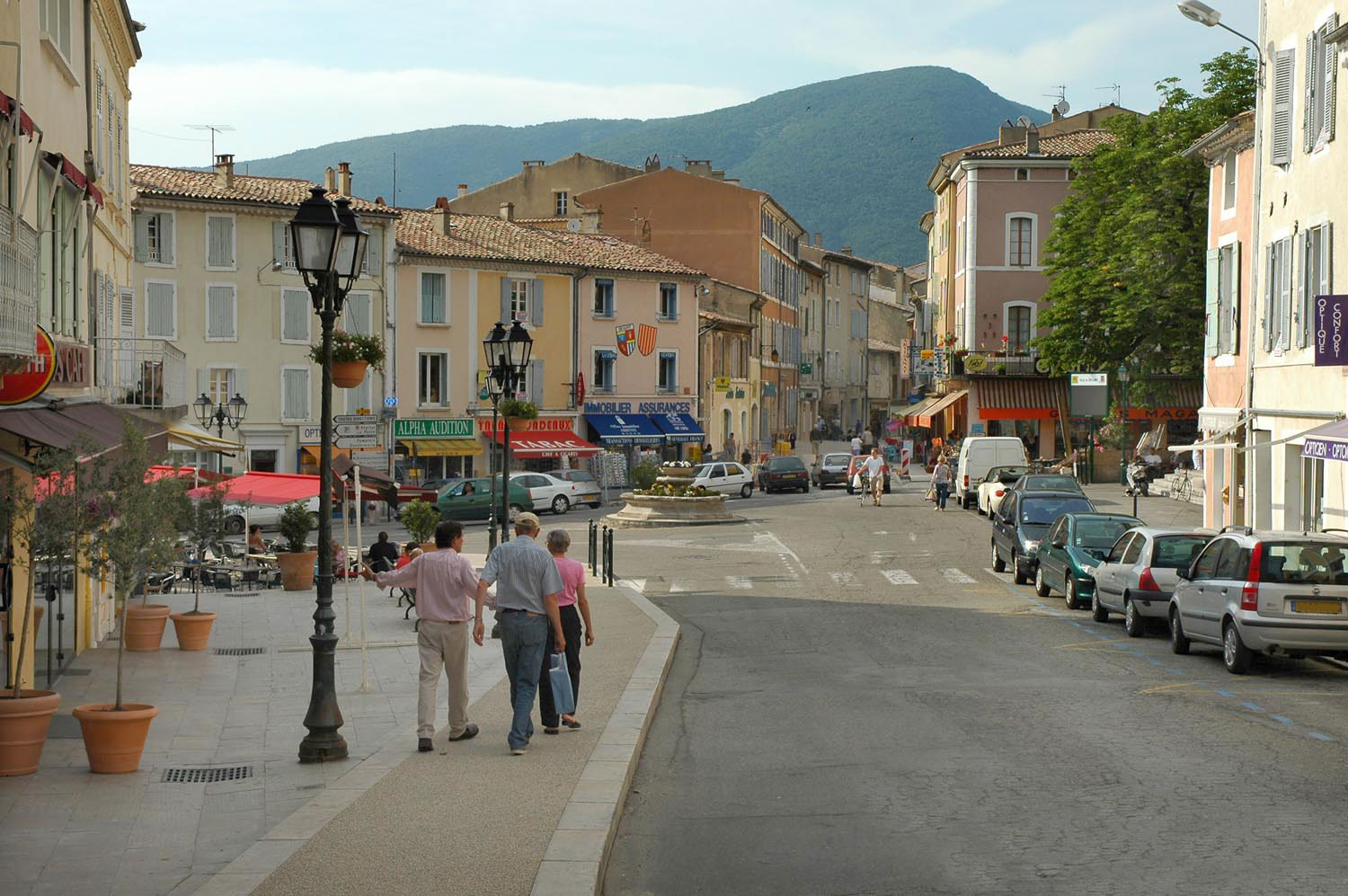
Vers la place Chateauras.
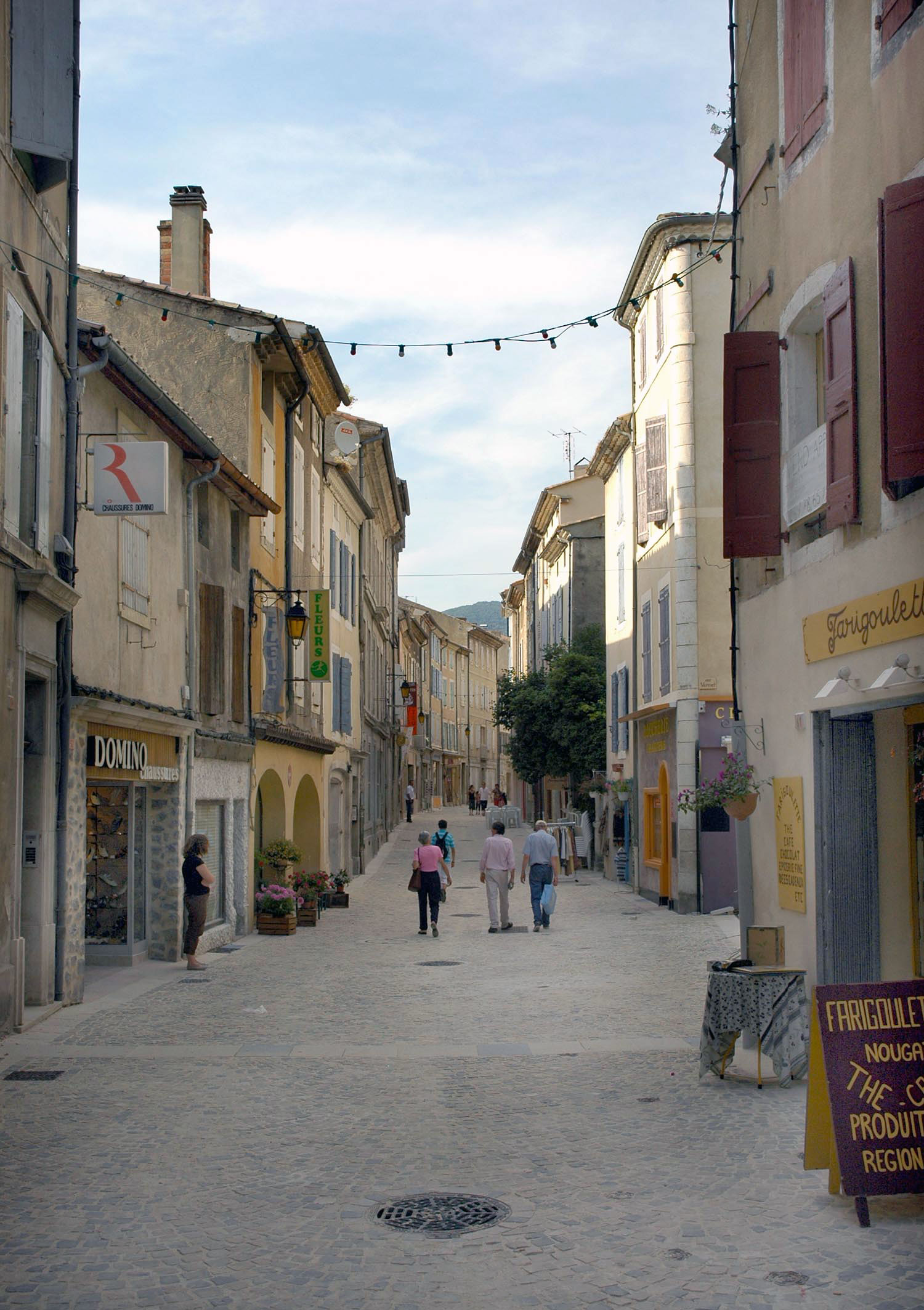
Rue du Bourg.
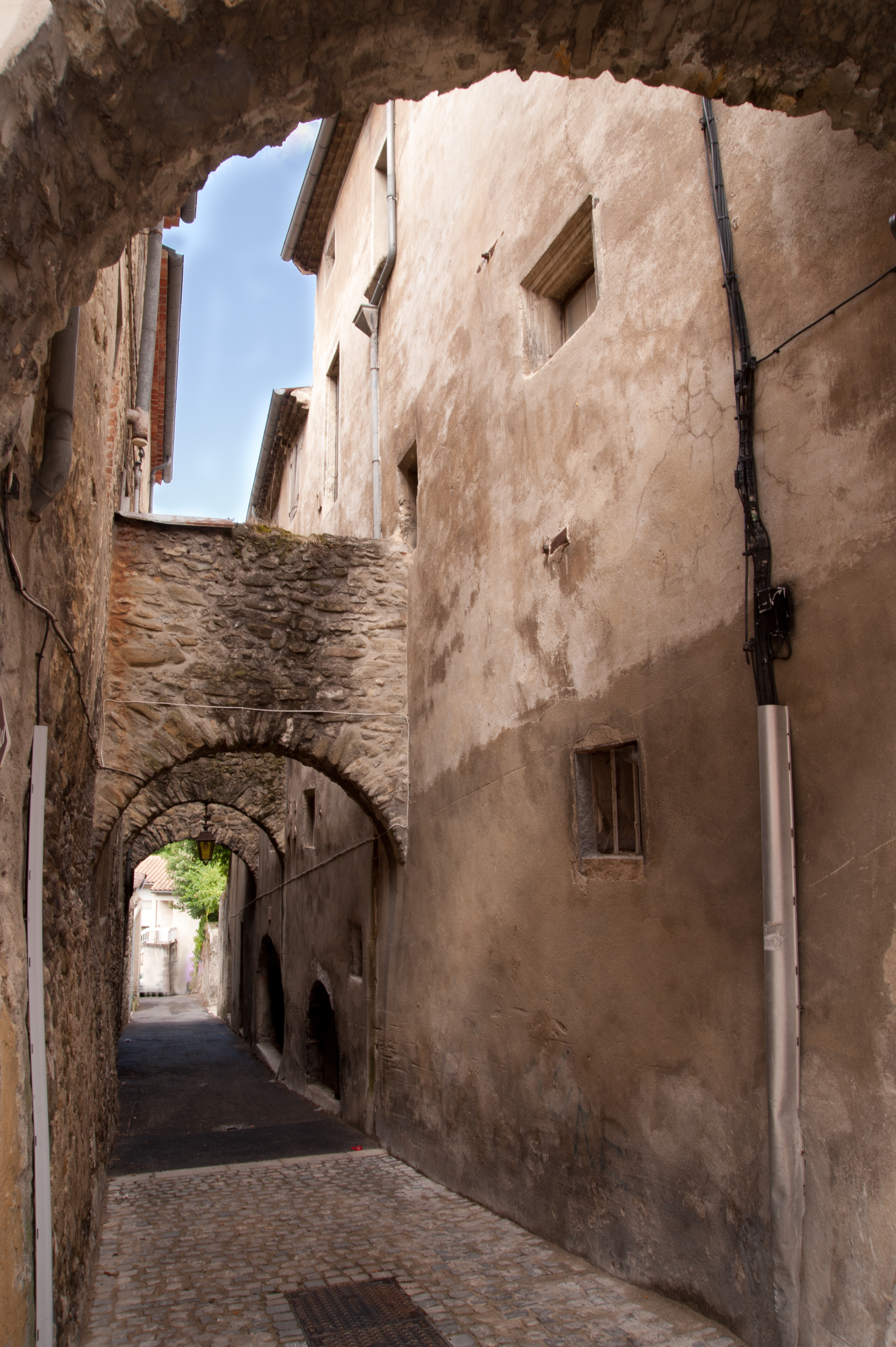
Une viale (ruelle).

Monuments religieux :

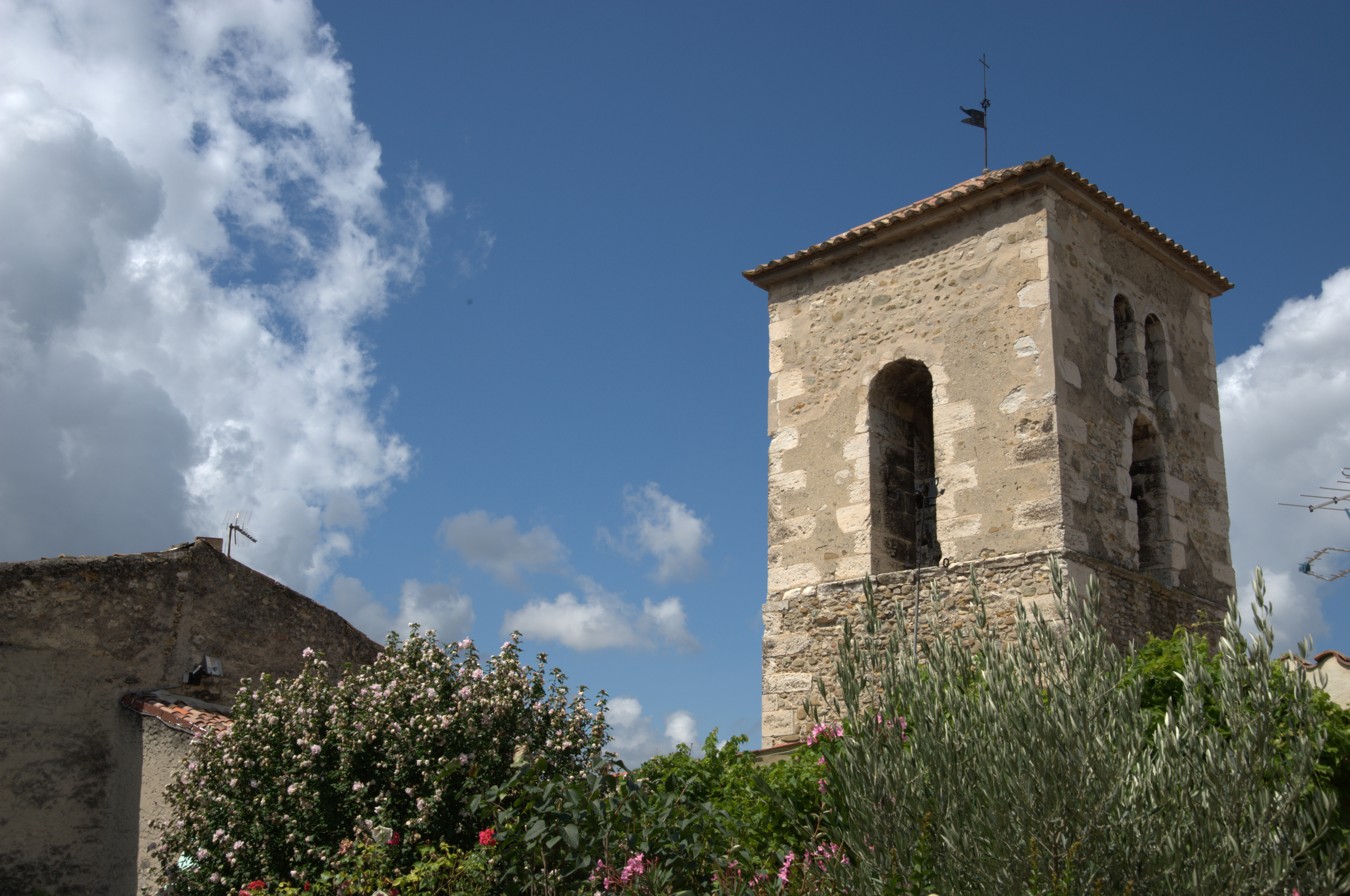
Ancienne église Saint-Pierre.
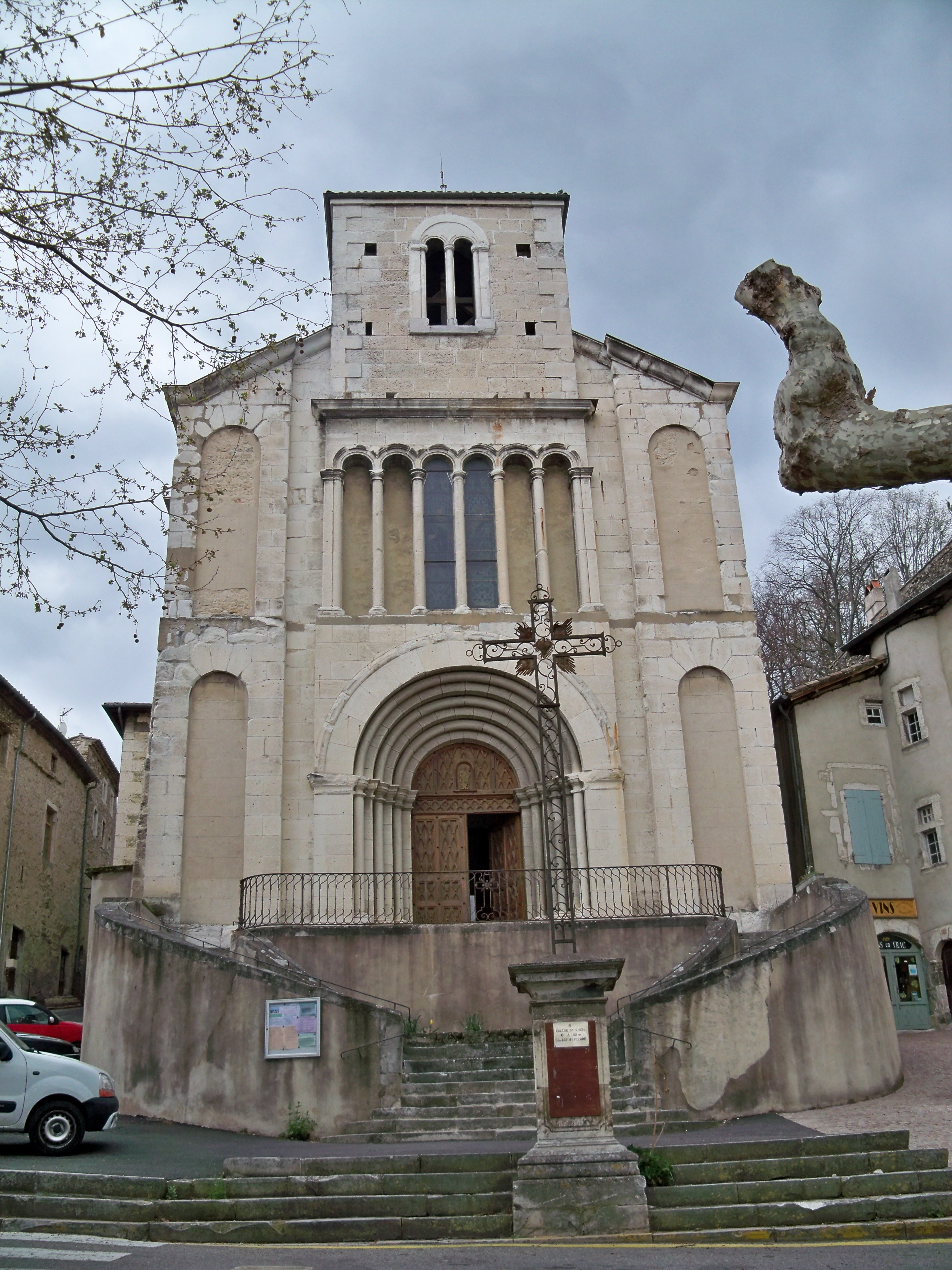
Église catholique
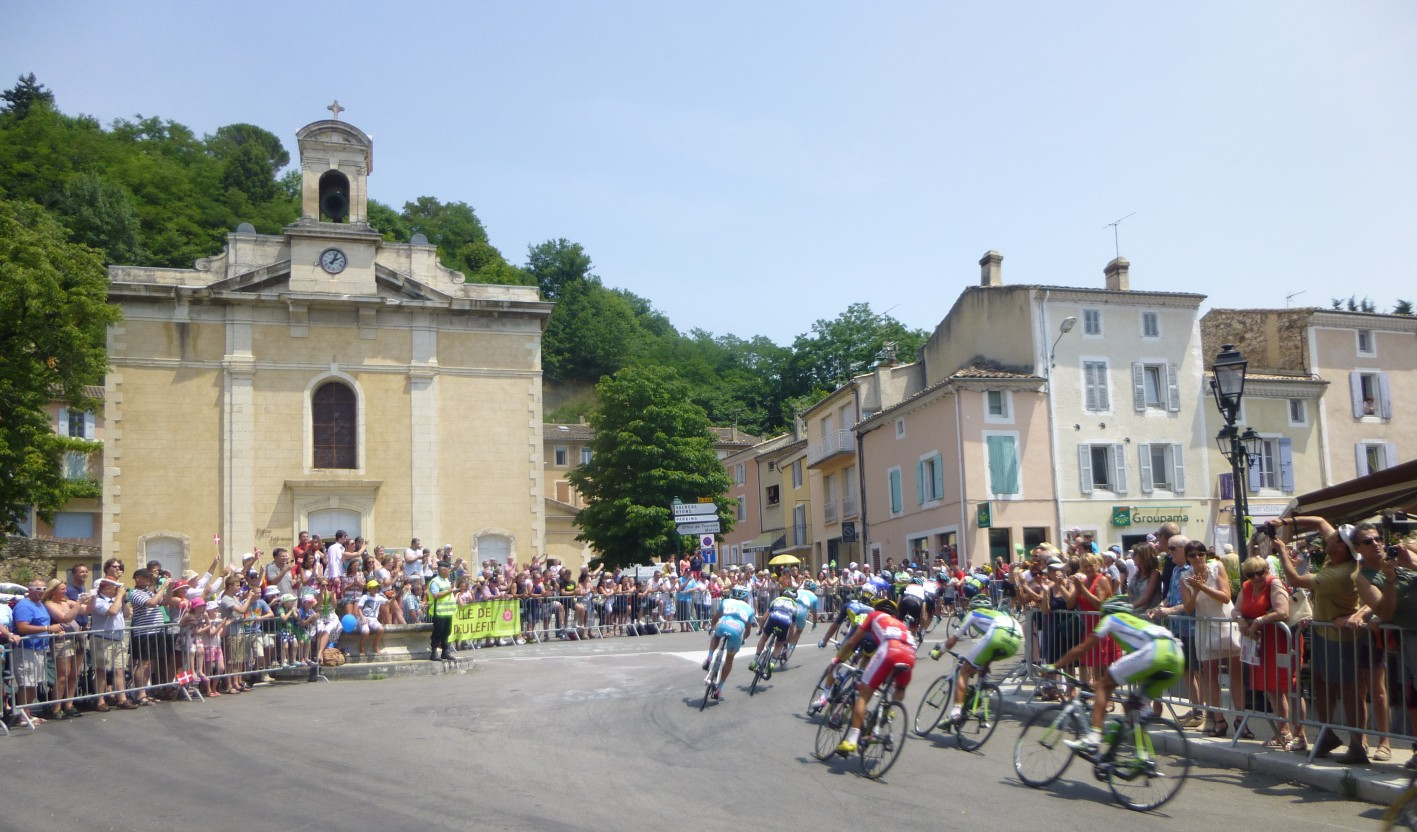
Le temple protestant (place Chateauras).

### Patrimoine culturel
- En 1992 : stages d'artisanat (poterie et verrerie)[21].
- Depuis 2021 : Concertina, Rencontres estivales autour des enfermements

#### Dieulefit et le cinéma
- Dieulefit, le village des Justes, film documentaire d'Alexandre Fronty et Guillaume Loiret, France, 2010, 55 min[68]

### Patrimoine naturel
- Grotte de Baume-Saint-Jeaumes[21].
- Parc de la Baume[21].

### Personnalités liées à la commune

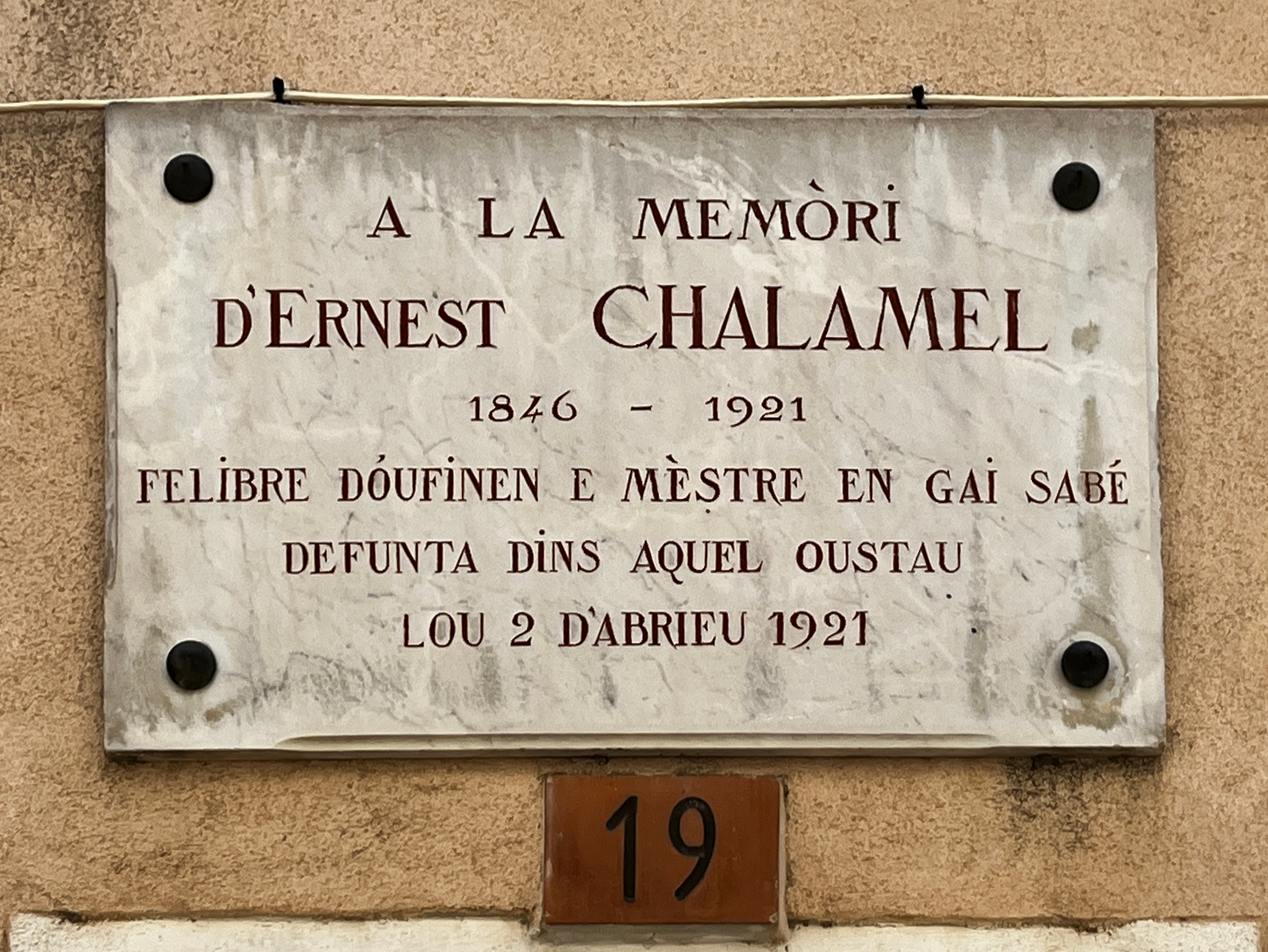
Plaque à la mémoire d’Ernest Chalamel.

- Pierre Théodore Morin (1782-1846) : député de la Drôme, né et mort à Dieulefit.
- Théodore Morin (1814-1890) : député de la Drôme et maire de Dieulefit où il est né.
- Jacques Bonnefoy-Sibour (1821-1876) : homme politique, né à Dieulefit.
- Charles-François Combe (1828-1877 à Dieulefit) : artiste peintre, graveur et illustrateur.
- Régis Voyron (1838-1921) : général, né à Dieulefit.
- Ernest Chalamel (1846-1921) : félibre, né et mort à Dieulefit).
- Victor-Ferdinand Bourgeois (1870-1957) : peintre, né à Dieulefit.
- Henri-Pierre Roché (1879-1959) : écrivain, collectionneur et critique d'art ; il s'est réfugié à Dieulefit pendant la guerre.
- Edmée Delebecque (1880-1951) : poète et peintre, morte à Dieulefit.
- Willy Eisenschitz (1889-1974) : peintre, réfugié à Dieulefit durant la guerre.
- Marguerite Soubeyran (1894-1980) : cofondatrice de l'École de Beauvallon, résistante, née et morte à Dieulefit.
- Wols (1913-1951) : peintre allemand, réfugié à Dieulefit pendant la guerre.
- Pierre Emmanuel (1916-1984) : poète et académicien, réfugié à Dieulefit durant la guerre.
- Hidayat Inayat Khan (1917-2016) : violoniste, compositeur et soufi, réfugié à Dieulefit de 1942 à 1946.
- Jeanne Barnier (1918-2002) : secrétaire de mairie de Dieulefit et résistante.
- François Soubeyran (1919-2002) : chanteur, membre du quatuor vocal Les Frères Jacques, né à Dieulefit.
- Jacques Bodoin (1921-2019) : humoriste, mort à Dieulefit.
- Jacques Pouchain (1927-2015) : céramiste, peintre, sculpteur ; il crée en 1959 son atelier à Dieulefit.
- Alain Rodet (1944-) : homme politique.
- Yves Chastan (1948-) : homme politique.
- Jacques Roman (1948-) : homme de lettres, acteur, metteur en scène.
- Régis Penet (1970-) : dessinateur de bande dessinées, né à Dieulefit.
- Benoît Vincent (1976-) : auteur et naturaliste, né à Montélimar mais ayant grandi à Dieulefit, et y ayant vécu à nouveau après ses études.

### Héraldique, devise et logotype

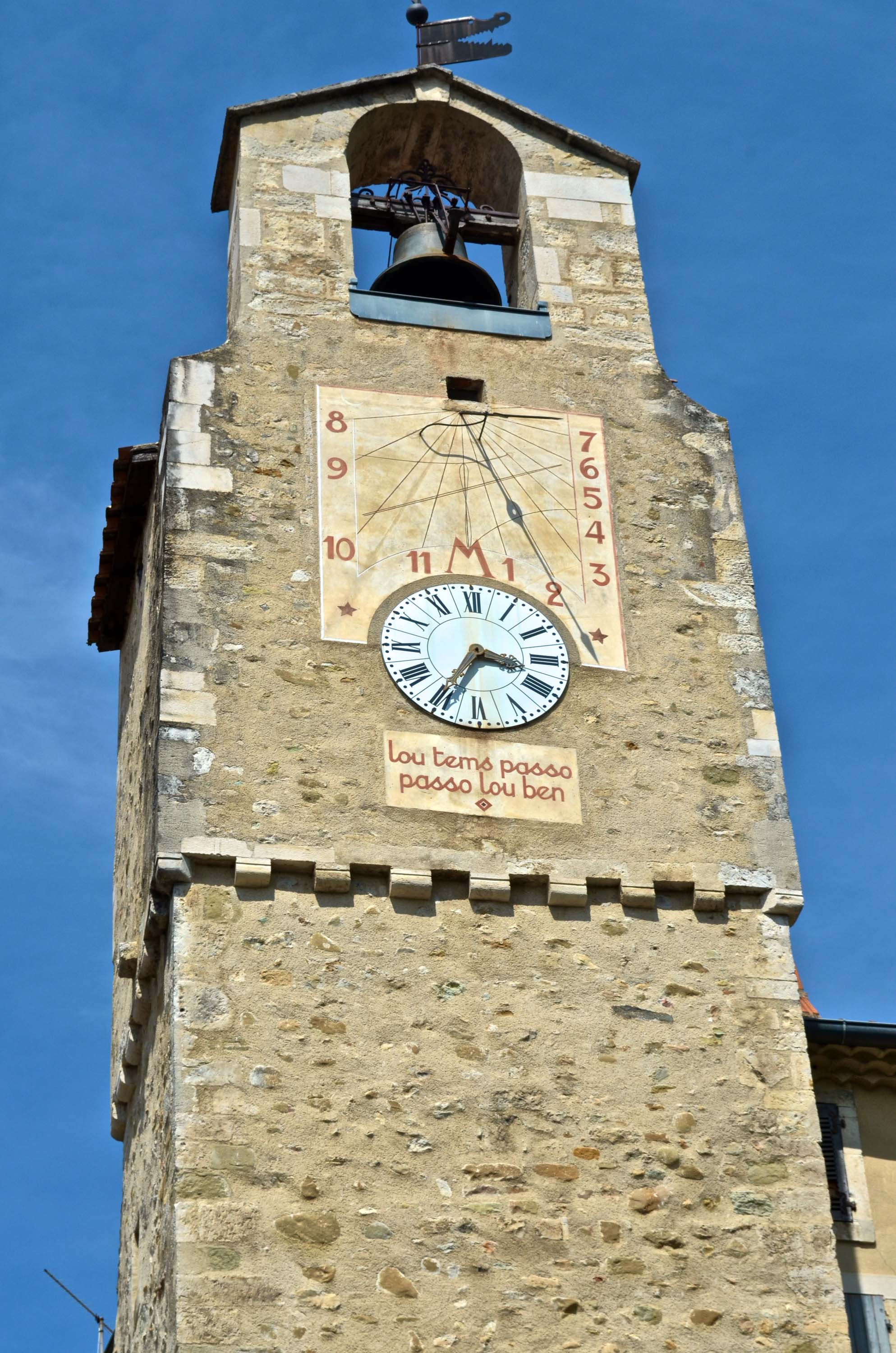
La devise inscrite sur la Tour de l'Horloge.

#### Blason
| Blason de Dieulefit | Les armes peuvent se blasonner ainsi : Écartelé : au premier d'azur aux six besants d'argent ordonnés 3, 2,1 au chef d'or, qui est de Poitiers ; au second de gueules à l'amphore d'or ; au troisième de gueules à la navette en bande d'or ; au quatrième palé d'argent et d'azur, au chef d'or, qui sont de Vesc et de Comps. |

Le blason de Dieulefit est composé de quatre quarts et fut adopté en 1943. Le premier et dernier quart font référence aux insignes de la famille des Vesc, qui a cofondé la cité. Le deuxième et le troisième sont les deux symboles de l'artisanat local : le pot pour la poterie, encore bien implantée de nos jours, la navette pour les filatures, de soie, puis plus récemment de matières synthétiques (viscose, polyester).

#### Devise
En vivaro-alpin : Lou tems passo passo lou ben, c'est-à-dire « Le temps passe, passe-le bien ». La devise est inscrite sous le cadran solaire et l’horloge de la Tour de l’Horloge.

### Filmographie
- Le rythme de la terre : chronique d'une année avec six potiers de Dieulefit, film de Jean-Christian Riff, Vidéodébat, 2008, 1 h 29 min (DVD).
- Dieulefit, le Village des Justes, Reportage 50 min d'Alexandre Fronty et Guillaume Loiret pour LCP, 2010.
- Monsieur Max et la Rumeur, film avec Patrick Sébastien, 2015.